# Christian Montero
Christian Antonio Montero Fallas (Alajuela, 24 de junio de 1982) es un exfutbolista y entrenador costarricense que jugaba como defensa.

## Trayectoria
Inició su carrera deportiva con la Liga Deportiva Alajuelense, haciendo su debut oficial en Primera División de Costa Rica el 29 de julio de 2001 en un encuentro ante la Asociación Deportiva Carmelita. En su paso con el conjunto manudo jugó 194 partidos contabilizando cinco anotaciones. En el 2009 se vincula al Club Sport Herediano,. Con los florenses ha obtenido los títulos de campeón en los torneos de Verano 2012, Verano 2013 y en el Verano 2015, así como los subcampeonatos del Invierno 2010, Invierno 2011, Invierno 2012, Invierno 2013 e Invierno 2014. 

## Selección nacional
A nivel de selecciones nacionales disputó la Copa Mundial de Fútbol Juvenil de 2001. Fue convocado para la eliminatoria para la Copa Mundial de Fútbol de 2006, aunque finalmente no fue incluido en el equipo que viajó a Alemania a disputar el Mundial.

#### Participaciones en Copas del Mundo
| Mundial                                | Sede      | Resultado        |
| -------------------------------------- | --------- | ---------------- |
| Copa Mundial de Fútbol Juvenil de 2001 | Argentina | Octavos de final |

## Clubes

### Como jugador
| Club                      | País       | Año       |
| ------------------------- | ---------- | --------- |
| L. D. Alajuelense         | Costa Rica | 2001-2009 |
| C. S. Herediano           | Costa Rica | 2009-2015 |
| C. S. Uruguay de Coronado | Costa Rica | 2015-2016 |
| A. D. San Carlos          | Costa Rica | 2016-2017 |
| Juventud Escazuceña       | Costa Rica | 2017      |
| Curridabat F. C.          | Costa Rica | 2018      |
| La U Universitarios       | Costa Rica | 2019      |
| F. C. Desamparados        | Costa Rica | 2020-2021 |

### Como entrenador
| Club                    | País       | Año  |
| ----------------------- | ---------- | ---- |
| Municipal Turrialba     | Costa Rica | 2023 |
| Guanacasteca (interino) | Costa Rica | 2025 |

### Como asistente técnico
| Club                              | País       | Año         |
| --------------------------------- | ---------- | ----------- |
| F. C. Desamparados                | Costa Rica | 2021-2023   |
| Escorpiones de Belén              | Costa Rica | 2024 - 2025 |
| Asociación Deportiva Guanacasteca | Costa Rica | 2025        |

## Palmarés

### Títulos nacionales
| Título                         | Club              | País       | Año  |
| ------------------------------ | ----------------- | ---------- | ---- |
| Primera División de Costa Rica | L. D. Alajuelense | Costa Rica | 2002 |
| Primera División de Costa Rica | L. D. Alajuelense | Costa Rica | 2003 |
| Primera División de Costa Rica | L. D. Alajuelense | Costa Rica | 2005 |
| Primera División de Costa Rica | C. S. Herediano   | Costa Rica | 2012 |
| Primera División de Costa Rica | C. S. Herediano   | Costa Rica | 2013 |
| Primera División de Costa Rica | C. S. Herediano   | Costa Rica | 2015 |

### Títulos internacionales
| Título                           | Equipo            | Sede     | Año  |
| -------------------------------- | ----------------- | -------- | ---- |
| Copa Interclubes de la Uncaf     | L. D. Alajuelense | Concacaf | 2002 |
| Copa de Campeones de la Concacaf | L. D. Alajuelense | Concacaf | 2004 |
| Copa Interclubes de la Uncaf     | L. D. Alajuelense | Concacaf | 2005 |